# Правовое воспитание
Правовое воспитание — целенаправленная деятельность по трансляции (передаче)
правовой культуры, правовых идеалов, правового опыта и механизмов разрешения
конфликтов в обществе от одного поколения к другому. Правовое воспитание имеет
целью развитие правового сознания человека и в итоге правовой культуры общества
в целом. Правовое воспитание – это целенаправленная систематическая квалифицированная деятельность, направленная на формирование свойств и качеств личности, образующих правосознание и выступающих внутренней предпосылкой правомерного поведения человека в различных сферах жизнедеятельности, регулируемых нормами права. 

## Правовое воспитание в широком смысле
В данном случае можно говорить о правовой социализации человека, когда он «воспитывается» окружающей обстановкой в целом, юридической практикой, поведением людей и должностных лиц – представителей государственного аппарата в правовой сфере. При этом у людей, должностных лиц, государственных органов, осуществляющих правовую деятельность (правомерную или неправомерную), нет прямой цели оказать на других правовоспитательное воздействие.

## Правовое воспитание в узком смысле
Правовое воспитание в узком смысле представляет собой целенаправленный процесс формирования правосознания личности, направленный на усвоение личностью системы правовых норм, регулирующих юридически значимое поведение, и формирование готовности к их соблюдению.
Правовое  воспитание является  составным  компонентом идеологической функции любого государства. Его содержание и роль в жизни общества определяется политикой государства. Правовое воспитание имеет социально обусловленную педагогическую цель – формирование правопослушного гражданина, соблюдающего и почитающего правовые предписания общества, содержание (нравственно-правовую информацию), которую необходимо передать с помощью специальных средств, форм и методов трансляции, с учетом определенных закономерностей и принципов, а также объект, предмет и субъект воздействия. 
Субъектами правового воспитания являются:
-    органы государственной власти, например, министерство образования, генеральная прокуратура, министерство информации, министерство внутренних дел и др. Органы государственной власти разрабатывают стратегические цели и задачи в сфере правового воспитания, содержание нравственно-правовой информации, а также осуществляют управление правовоспитательным воздействием;
-    уполномоченные органы и учреждения, к которым относятся учреждения образования, органы внутренних дел, исправительные учреждения, печатные и электронные средства массовой информации, на которые государством возложены функции осуществления правового воспитания с членами всего общества либо отдельных его категорий;
-    институты гражданского общества – общественные объединения, политические партии, профсоюзные организации, религиозные организации и т.д., чья информационная и коммуникативная деятельность отвечает официально декларируемым национальным интересам в сфере социальной профилактики правонарушений;
-    семья.
Общим объектом правового воспитания выступает всё население страны. Правовоспитательные мероприятия должны проводиться в отношении всех категорий граждан без исключения. Специальным объектом является, во-первых, наиболее активная в юридически значимом поведении часть населения - это граждане, преимущественно мужчины, в возрасте 18-50 лет. Во-вторых, специальным объектом правового воспитания выступают несовершеннолетние лица в возрасте 14-17 лет (учащиеся и студенты), которые являются одним из основных источников пополнения рядов преступности.
Предметом правового воспитания являются психические свойства, образующие индивидуальное правосознание личности и социально-психологические явления, детерминирующие общественное и групповое правосознание.

## Отличия от правового обучения
Различие можно провести по сфере воздействия: воспитание воздействует главным образом на мировоззренческую, ценностную и эмоционально-волевую,  сторону сознания, а обучение – на когнитивно-рациональную.Таким образом в случае с правовым воспитанием имеет место информационно-ознакомительное воздействие на человека. Ценностное и эмоционально-волевое воздействие, ограничено существующей правовой практикой, в связи с тем что невозможно воспитать у человека уважение к тем ценностям, которые отсутствуют в общественном сознании и деятельности людей, но провозглашаются на словах, в пустых декларациях и демагогических заявлениях как политическими лидерами перед населением, так и воспитателями и учителями перед детьми и юношеством.

## Задачи правового воспитания[4]
- Общее повышение знаний о праве;
- Усвоение воспитуемым правовых требований;
- Формирование убеждения в социальной необходимости, полезности и обязательности права;
- Внедрение твердых навыков правового поведения